# صموئيل مود
صموئيل ألكساندر مود (بالإنجليزية: Samuel Mudd) (20 ديسمبر 1833 - 10 يناير 1883) طبيب أمريكي تم سجنه بتهمة التآمر مع جون ويلكس بوث في اغتيال الرئيس أبراهام لنكولن.
من خلال عمله كطبيب وتبغ مزارع في جنوب ماريلاند، استخدم مود العبيد وأعلن إيمانه بالعبودية كمؤسسة من الله. ألحقت  الحرب الأهلية أضرارا بالغة بأعماله، خاصة عندما ألغت ماريلاند العبودية في عام 1864. في تلك السنة، التقى لأول مرة مع بوث، الذي كان يخطط لاختطاف لينكولن، وشوهد مود في شركة مع ثلاثة من المتآمرين. ومع ذلك فإن دوره في المؤامرة لا يزال غير واضح إن وجد.
بعد إصابته بجروح قاتلة في لنكولن في 14 أبريل 1865، ركب بوث مع المتآمر ديفيد هيرولد إلى منزل مود في الساعات الأولى من يوم 15 أبريل لإجراء عملية جراحية في ساقه المكسورة قبل عبوره إلى فرجينيا. في وقت ما من ذلك اليوم، يجب أن يكون مود قد علم بالقتل، لكنه لم يبلغ السلطات عن زيارة بوث لمدة 24 ساعة أخرى. ويبدو أن هذا يربطه بالجريمة، وكذلك التغييرات المختلفة في قصته أثناء الاستجواب. أدانته لجنة عسكرية بالمساعدة والتآمر في جريمة قتل، وحُكم عليه بالسجن مدى الحياة، هربًا من عقوبة الإعدام بتصويت واحد.
أصدر الرئيس أندرو جونسون عفواً عن مود وأُطلق سراحه من السجن في عام 1869. على الرغم من المحاولات المتكررة من قبل أفراد الأسرة وغيرهم لإلغائه، لم يتم نقض إدانته.

## نشأته
وُلد مود في مقاطعة تشارلز، ماريلاند، وهو الرابع من بين 10 أطفال هنري لوي وسارة آن ريفز مود. نشأ في أوك هيل، مزرعة التبغ التابعة لوالده التي تبلغ مساحتها عدة مئات فدان، جنوب شرق واشنطن العاصمة، وعمل بها 89 من العبيد. في سن 15، بعد عدة سنوات من التدريس في المنزل، ذهب Mudd إلى المدرسة الداخلية في معهد سانت جون الأدبي، والمعروف الآن باسم  مدرسة القديس يوحنا الكاثوليكية الإعدادية في فريدريك، ميريلاند. بعد ذلك بعامين، التحق في  كلية جورج تاون في واشنطن العاصمة. ثم درس الطب في جامعة ماريلاند، بالتيمور، وكتب أطروحته عن الزحار.
بعد التخرج في عام 1856، عاد مود إلى مقاطعة تشارلز لممارسة الطب، وتزوج من حبيبته الطفولة، سارة فرانسيس (فرانكي) داير مود بعد عام واحد. كهدية زفاف، قدم والد صموئيل للزوجين 218 فدانا (0.88 km2) من أفضل الأراضي الزراعية ومنزل جديد يدعى سانت كاترين. بينما كان المنزل قيد الإنشاء، عاش الشاب مود مع شقيق فرانكي، جيرميا داير، ومن ثم انتقل في منزله الجديد في عام 1859. وكان لديهم تسعة أطفال: أربعة قبل اعتقال مود وخمسة بعد إطلاق سراحه من السجن. لتكملة دخله من ممارسته الطبية، أصبح مود مزارعا للتبغ على نطاق صغير، وذلك باستخدام خمسة عبيد وفقا لتعداد عام 1860. اعتقد مود أن العبودية أمرت إلهيًا وكتبت رسالة إلى اللاهوتي أوريست براونسون بهذا المعنى.
مع ظهور الحرب الأهلية الأمريكية في عام 1861، بدأ نظام ميريلاند الجنوبي والاقتصاد الذي دعمه في الانهيار بسرعة. في عام 1863، أسس جيش الاتحاد معسكر ستانتون، من مزرعة مود لتجنيد السود الأحرار والعبيد الهاربين. تم تدريب ستة أفواج تضم أكثر من 8700 جندي أسود، العديد منهم من جنوب ماريلاند، هناك. في عام 1864 ، ماريلاند ، التي كانت معفاة من لينكولن عام 1863 إعلان التحرر ، ألغت العبودية، مما جعل من الصعب على المزارعين مثل مود تشغيل مزارعهم. نتيجة لذلك، فكر مود في بيع مزرعته واعتمادًا على ممارسته الطبية. عندما فكر مود في بدائله، تعرف على شخص قال إنه قد يكون مهتمًا بشراء ممتلكاته، وهو ممثل يبلغ من العمر 26 عامًا، جون ويلكس بوث.

## روابط خارجية
- صموئيل مود على موقع الموسوعة البريطانية (الإنجليزية)
- صموئيل مود على موقع إن إن دي بي (الإنجليزية)